# げっちゅー♥
『げっちゅー♥』は、すぎ恵美子による日本の漫画作品。

## 概要
『Cheese!』（小学館）にて1999年7月より連載されていた。単行本は全13巻。過激な性描写は一部のネットコミュニティで話題になり、そのシーンを模したAAが作られるなどした。

## あらすじ
女子高生の椎名安俚は、人気歌手のSHINのことが命を捧げるほど好きだった。ある日、街頭インタビューで『SHINに処女を捧げます!!』と宣言してしまった安俚。そんなことは夢のまた夢と思いながらも、一度でいいから抱かれたいと強く願っていた。
ある夜、親友のキミコに誘われ、SHINが時々出没するというクラブへ繰り出した安俚。そこでSHINそっくりの男と出会い、一夜を共にしてしまう。翌日、その男にSHINの特徴の1つであるタトゥーがなかったことに気づく。彼の正体が分からないまま、会うと欲望を止められない安俚はそのまま関係を続けてしまう。
そしていつものように彼とHしていたところに、突然部屋に女が入ってきた。驚き、固まる安俚だったが、彼が正真正銘のミュージシャン・SHINだと判る。大好きだったSHINと本当に付き合えることになった安俚だが、芸能人との恋愛はやはり前途多難で……。

## 登場人物
椎名 安俚（しいな あんり）
ごくごく普通の高校2年生。SHINの大ファン。SHINと付き合うことになるが……。
SHIN（シン）
女子高生から絶大な人気を誇るミュージシャン。整ったルックスも人気の一因。本名・柾木真（まさき しん）。安俚と出会うまでは女性関係も激しかった。
キミコ
安俚の親友で、安俚とSHINの関係を知る唯一の一般人。
沙織（さおり）
SHINのマネージャーで実の姉。